# Squatinella geleii
Squatinella geleii is een raderdiertjessoort uit de familie Lepadellidae. De wetenschappelijke naam van deze soort is voor het eerst geldig gepubliceerd in 1933 door Varga.